# Padre Miguelinho
Miguel Joaquim de Almeida e Castro (Natal, 17 de setembro de 1768 — Salvador, 12 de junho de 1817), mais conhecido como Padre Miguelinho, foi um revolucionário brasileiro conhecido por sua atuação na Revolução Pernambucana.

## Biografia
Padre Miguelinho nasceu em Natal em 17 de setembro de 1768, filho do capitão português Manoel Pinto de Castro e de Francisca Antônia Teixeira. Foi batizado na Igreja Matriz de Natal em 3 de dezembro de 1768.
Foi morar no Recife com sua irmã Clara de Castro aos dezesseis anos e, em 1784, ingressou na Ordem Carmelita da Reforma, tornando-se o Frei Miguel de São Bonifácio. Conseguiu se tornar padre em 1800, por intermédio do Papa Pio VII, que lhe concedeu a secularização, mas a população em geral continuou a chamá-lo de Frei Miguelinho por algum tempo.
Foi mestre de retórica do Seminário de Olinda desde o seu primeiro dia, tendo-lhe cabido fazer o discurso inaugural; em 1817 participou na revolução que se esboçava. Foi preso no dia 21 de maio de 1817 e levado à Fortaleza das Cinco Pontas, junto com outros 72 revolucionários, que depois também seguiram para Salvador, onde desembarcaram em 10 de junho.
Antes de ser preso, respondeu à irmã, que o aconselhava a fugir:
| “ | “Não posso nem devo. Sei que vou ser preso. Mas preciso livrar meus amigos de castigos terríveis que vêm pela frente”. | ” |

Miguelinho foi condenado pelo crime de lesa-majestade e arcabuzado no dia 12 de junho de 1817, sendo enterrado no Cemitério do Campo da Pólvora.

## Homenagens
Padre Miguelinho dá nome ao Instituto Padre Miguelinho, que funciona no bairro do Alecrim, em Natal. Também dá nome ao prédio no qual funciona a Câmara Municipal de Natal e a algumas ruas da capital.
Também dá nome a um município em Pernambuco: Frei Miguelinho.
Em Recife, capital de Pernambuco,  dá nome a uma rua no bairro do Torreão, zona norte da cidade. 